# رومئو پاپینی
رومئو پاپینی (انگلیسی: Romeo Papini؛ زادهٔ ۲۱ مارس ۱۹۸۳) بازیکن فوتبال اهل ایتالیا است.
از باشگاه‌هایی که در آن بازی کرده‌است می‌توان به باشگاه فوتبال کارپی، باشگاه فوتبال اسپتزیا، باشگاه فوتبال لچه، باشگاه فوتبال دلفینو پسکارا، و باشگاه فوتبال ترنانا اشاره کرد.